# ロストプラネット コロニーズ
『LOSTPLANET COLONIES』（ロストプラネット コロニーズ）は、カプコンが制作・販売している『LOST PLANET EXTREME CONDITION』（ロスト プラネット エクストリーム コンディション）の拡張版となるサードパーソン・シューティングゲームである。
　2006年12月21日に発売された『ロストプラネット　エクストリームコンディション』がオンライン対戦などにおいて好評を得たことで、4つの追加マップ、マップにおけるセットの変更、使用武器の追加などがなされて発売された。今回はクロスプラットフォーム化されており、Xbox 360版とWindows版という異なるプラットフォームでのオンライン対戦が可能となっている。

## 追加要素
- キャラクターはヒーロー（ユーリ）が抜けて計11種類

```
   * 紅賊
   * 頂賊
   * 猟兵
   * ストレンジャー
   * ゲイル兵
   * NEVEC兵
   * 麗隊
   * PT-76
   * ヴァルキリア
   * フランク
   * イレイザー
```

- ルールは7種類となった。

```
   * サバイバル
   * チームサバイバル
   * データポスト争奪戦
   * フォックスハンティング
   * AKハンティング：ランダムで雪族かAKか選ばれて戦うチームサバイバル
   * カウンターポスト：データポストを起動していた時間の合計が多いプレーヤーが勝利
   * ポイントサバイバル：倒した相手から一番多くエネルギーを集めたものが勝利者
   * VSデストロイ：自分のVSを守りながら敵チームのVSと戦う
   * AKエッグ：敵チームから多くのエッグを奪った方が勝利。
   * カウンターエッグ：長時間エッグを保持した方チーム、または個人の勝利。
```

- 武器は10種類追加

```
   * エネルギーグレネード：VSの強制排出が可能
   * 
ハンドガン
：近距離歩兵武器
   * 
リボルバー
：歩兵武器
   * フレイムランチャー：歩兵武器
   * ハンドキャノン：歩兵武器
   * 
パイルバンカー
：VS武器
   * VSライフル：VS武器
   * ロケットポッド：VS武器
   * レーザーランス：VS武器
   * ファイアグレネード：
焼夷弾
```

## オンライン対戦におけるバグ
- Xbox 360とのオンライン対戦が可能となるクロスプラットフォームWindows版『ロストプラネット コロニーズ』（発売日： 2008/6/5）であるが、Windows版にfpsに比例して使用武器の速度が上がるというバグが存在したことによりXbox 360ユーザーとの間に軋轢が生まれることとなった。同バグは2008年9月30日にWindows版に対しパッチが配布されたことで解消されたが、このバグに関連してクロスプラットフォームにおける様々な問題点が浮き彫りとなる形となった。